# Shirley (Derbyshire)
Shirley è un villaggio e parrocchia civile dell'Inghilterra, appartenente alla contea del Derbyshire.